# مارك جونز (لاعب كرة قدم بريطاني)
مارك جونز (بالإنجليزية: Mark Jones)‏ (22 أكتوبر 1961 في المملكة المتحدة - ) هو لاعب كرة قدم بريطاني في مركز الدفاع. لعب مع أستون فيلا وبرايتون أند هوف ألبيون وبرمنغهام سيتي وشروزبري تاون ونادي هيرفورد ونادي ووستر سيتي.

## وصلات خارجية
- مارك جونز على موقع الاتحاد الأوربي (الإنجليزية)
- مارك جونز على موقع قاعدة بيانات كرة القدم.إي يو (الإنجليزية)